# Ingvar Svahn
Ingvar Svahn (22. května 1938, Malmö, Švédsko – 16. června 2008) je bývalý švédský fotbalista, který hrával na pozici záložníka. V roce 1967 získal ve Švédsku ocenění Guldbollen pro nejlepšího fotbalistu roku. Byl znám jako velmi čistě hrající fotbalista, během 10 sezón nedostal červenou, ba ani žlutou kartu.
S Malmö FF vyhrál třikrát ligový titul.

## Reprezentační kariéra
Nastupoval i za švédskou fotbalovou reprezentaci. Celkem odehrál ve národním týmu 19 zápasů a vstřelil v nich 2 góly.

### Externí odkazy

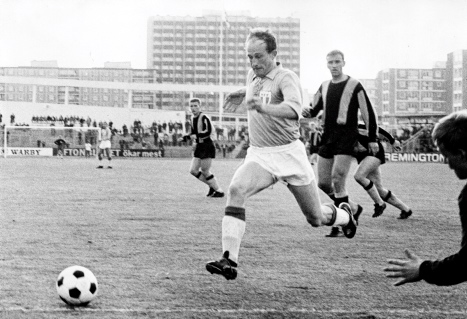
Ingvar Svahn v roce 1967.